# Jerzy Kraj
Jerzy Kraj O.F.M., né le 5 août 1960 à Zakliczyn en Pologne, est un prêtre catholique polonais et ancien vicaire patriarcal de Chypre au sein du Patriarcat latin de Jérusalem de 2013 à 2022.

## Biographie
Après avoir obtenu son diplôme au Séminaire des garçons à Wieliczka en 1979, Jerzy Kraj a rejoint l'Ordre des Franciscains dans la province de Notre-Dame des Anges à Cracovie. 
Il part étudier la théologie au Studium Biblicum Franciscanum de Jérusalem, où il est ordonné prêtre le 29 juin 1986.
Après ses études spécialisées, il a commencé ses travaux de recherche et d'enseignement au séminaire de la Custodie de Terre Sainte à Jérusalem, dont il a été recteur de 1996 à 2002 (modérateur). Par la suite, il a été gardien des monastères du Saint-Sauveur de Jérusalem, de l'Église Sainte-Catherine de Bethléem, de la Basilique de la Nativité, et directeur du Centre d'information chrétien de Jérusalem.
Le 26 août 2013, il est nommé vicaire patriarcal de Chypre pour le Patriarcat latin de Jérusalem.